# Kohleria hansteinii
Kohleria hansteinii là một loài thực vật có hoa trong họ Tai voi. Loài này được (Ortgies) H.E. Moore mô tả khoa học đầu tiên năm 1954.